# Taraxacum ekmanii
Taraxacum ekmanii é uma espécie de planta com flor pertencente à família Asteraceae. 
A autoridade científica da espécie é Dahlst., tendo sido publicada em Arkiv för Botanik utgivet av K. Svenska Vetenskapsakademien 10(6): 19. 1911.
Os seus nomes comuns são amor-dos-homens, bufasa-de-lobo, coroa-de-monge, dente-de-leão, frango, o-teu-pai-é-careca, quartilho ou taráxaco.

## Portugal
Trata-se de uma espécie presente no território português, nomeadamente em Portugal Continental.
Em termos de naturalidade é nativa da região atrás indicada.

## Protecção
Não se encontra protegida por legislação portuguesa ou da Comunidade Europeia.